# 稲村公望
稲村 公望（いなむら こうぼう、1948年〈昭和23年〉12月10日 - ）は、日本の郵政・総務官僚、外交官、経営者。月刊日本客員編集委員。反郵政民営化の論客として知られる。
琉球列島米国民政府占領下の奄美地方徳之島出身。総務省政策統括官、郵政事業庁次長、日本郵政公社常務理事、日本郵便副会長を歴任。

## 来歴
琉球列島米国民政府占領下の徳之島、現在の鹿児島県大島郡天城町で生まれる。
1967年、ラ・サール高等学校15期卒業。1972年、東京大学法学部政治学科卒業。東大での同級生に鳩山邦夫、舛添要一が居る。
同年、郵政省（現総務省）入省。
1976年、フレッチャー法律外交大学院留学（アメリカ研修）。1978年、フレッチャー法律外交大学院修了、国際関係論修士。その後、八女郵便局長などを歴任する。
1980年、外務省在タイ日本国大使館一等書記官。1985年にはタイ王国より第3等王冠章（The 3rd class Order of Crown of Thailand.）が授与されている。
1983年、郵政省へ復帰。1986年、通信政策局国際協力課企画官。
1986年、埼玉大学国際関係論客員教授、基盤技術研究促進センター出資部長、通信政策局国際協力課長、郵務局国際課長。
1994年、東海郵政局次長。1996年、沖縄郵政管理事務所所長。1999年、郵政大臣官房審議官。
2001年1月、中央省庁再編により総務省大臣官房審議官（情報通信政策局担当）。同年7月、政策統括官（情報通信担当）。沖縄振興策として情報・通信関連産業を誘致する「マルチメディア特区」制度を提唱する。2003年1月17日、郵政事業庁次長。
2003年4月、日本郵政公社発足と同時に常務理事就任。2001年に発足した小泉純一郎内閣が推進した郵政民営化に対しては断固反対を主張。2005年2月、常務理事就任の任期切れで理事を退任した後も民営化撤回を持論として貫いている。
2005年2月、財団法人電気通信普及財団理事長。2007年5月、同退任。
2005年3月から2017年3月まで、中央大学大学院公共政策研究科客員教授。
2007年6月から2009年6月まで、株式会社日立製作所顧問。
2009年8月30日、投開票の第45回衆議院議員総選挙に国民新党公認で比例東海ブロックから立候補したが、落選した。
2012年10月、改正郵政民営化法に基づき郵便局会社と郵便事業会社が統合し、2012年10月1日に誕生した新会社「日本郵便株式会社」の副会長に就任。2014年3月、日本郵便株式会社（日本郵便株式会社顧問）を辞任。
2018年5月、月刊日本客員編集委員、岡崎研究所特別研究員。
2019年、春の叙勲で瑞宝中綬章を受章。

## 主張
- 郵政民営化を「郵政私物化」、「郵政米営化」と痛罵し[2]、郵政民営化の本質を、改革ではなく、ゆうちょやかんぽの資産の外資への売り渡しであると主張している[3]。
- 内閣総理大臣の菅義偉について、「国際拝金主義者」と批判している[3]。

## 著書

### 単著
- 『ふるさとは心も姿も美しく』（郵研社、2004年）
- 『黒潮文明論――ふるさとは心も姿も美しく』（郵研社、2012年）
- 『黒潮文明論――民族の基層と源流を想う』（彩流社、2015年）
- 『続 黒潮文明論――海の民の遥かなる旅』（彩流社、2018年）
- 『続々 黒潮文明論――グローバリズムに抗する』（彩流社、2024年）
- 『詳説「ラストボロフ事件」 日本における最大級の諜報活動の実態』（彩流社、2023年）

### 共著
- （加瀬英明、藤井厳喜、茂木弘道共著）『日米戦争を起こしたのは誰か』（勉誠出版、2016年）
  - 『フーバー大統領が明かす日米戦争の真実』（同：改訂新書判、2019年）
- （菊池英博共著）『「ゆうちょマネー」はどこへ消えたか――“格差”を生んだ郵政民営化の真実』（彩流社、2016年）

### 連載
- 月刊日本レギュラー執筆陣
- 「維新と興亜」レギュラー執筆陣